# Євгенія Шварцвальд
Євгенія Шварцвальд (нім. Eugenie Schwarzwald; до шлюбу Нуссбаум (нім. Nußbaum), нар. 4 липня 1872, Полупанівка, Австро-Угорщина — 7 серпня 1940, Цюрих, Швейцарія) — австро-угорська філантропка, письменниця, освітянка, феміністка та господиня салону єврейського походження. Розвивала навчання дівчат у Австро-Угорщині. Одна з найосвіченіших жінок в країні свого часу.

## Біографія

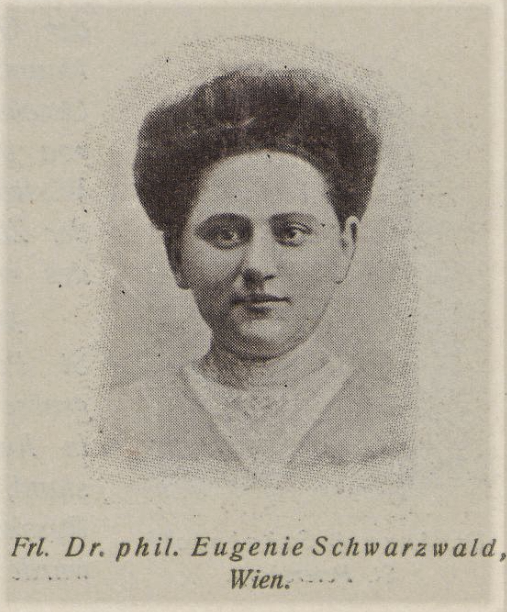
Євгенія Шварцвальд, близько 1904

Євгенія Нуссбаум народилась у селі Полупанівка, нині Тернопільського району, Тернопільської області. 1895 року залишила дім та вступила до Цюрихського університету, де вивчала німецьку та англійську літературу, філософію і педагогіку. 1900 року захистила докторську дисертацію. На той час жінкам не дозволялось навчатись у старших школах та університетах, тому Євгенія вважалась однією з перших жінок з вищою освітою у Австро-Угорщині. Того ж року вона одружилася з доктором Германном Шварцвальдом (1871—1939).
1901 року, повернувшись до Австрії, очолила середню школу для дівчат, а 1911 року — коледж для дівчат. Метою її діяльності було забезпечення доступу до середньої освіти для дівчат рівно в тій мірі, в якій мали його хлопці. Щоб досягти цього, вона співпрацювала з багатьма видатними митцями та науковцями, щоб ті навчали школярок у її школі. Наприклад, Оскар Кокошка давав уроки малювання, Арнольд Шенберг навчав музики, а Адольф Лоос — архітектурі. Школа Євгенії Шварцвальд стала прототипом для так званих шкіл Шварцвальдів (нім. Schwarzwaldschulen) — сучасних шкіл для дівчат. Вона була активною борчинею за гендерну рівність, часто виступаючи перед чоловіками у Віденському жіночому клубі. Під час Першої світової війни присвятила себе догляду за хворими та старими людьми, а також за покинутими дітьми. Писала газетні статті, фейлетони та короткі есеї.
Шварцвальд відігравала також важливу роль у віденському культурному та соціальному житті. Як і багато її сучасників, вона організувала свій літературний салон, куди запрошувала Кокошку, Лооса, Шенберга, а також новелістів Еліаса Канетті та Роберта Музіля. 
1938 року була змушена залишити Австрію через переслідування євреїв та емігрувала до Швейцарії, а школи Шварцвальдів були закриті. Померла в Цюриху 7 серпня 1940 року.